# Abul Vefa
Mohamed al-Buzjani al-Hasib Abul Vefa (perzijsko ابوالوفا محمد بوژگانی), arabski matematik in astronom, * 10. junij 940, Buzjan, pokrajina Korasan, (danes Iran), † 1. julij 998, Bagdad, Irak.

## Življenje in delo
Abul Vefa je bil eden izmed največjih znanstvenikov svojega časa. Smatrajo ga za največjega muslimanskega astronoma in matematika. Živel je v perzijski pokrajini Korasan, pozneje pa v Bagdadu, kjer je delal na observatoriju. Tam je zgradil prvi zidni kvadrant za opazovanje položajev planetov in zvezd. Prevajal in tolmačil je dela grških matematikov. V arabščino je prevedel Diofantova dela (Aritmetika). Prevajal pa je tudi Evklida in se ukvarjal z al-Hvarizmijevim delom. Poskušal je ponovno prevesti Ptolemejev astronomski zbornik Almagest, ki ga je pred njim neuspešno prevedel al-Rašidov vezir. Od njegovih ohranjenih del je najpomembnejše al-Kitab al-kamil ali al-Magirti. Napisal je tudi deli Priročnik aritmetike za pisarje in poslovneže, (Kitab fima yahtaj ilayh al-kuttab wa al-ummal min `ilm al-hisab, (Book on What Is Necessary from the Science of Arithmetic for Scribes and Businessmen)) in Priročnik geometrijskih konstrukcij za obrtnike (Kitab fima yahtaj ilayh al-sani 'min al-a'mal al-Handasiyha, (Book on What Is Necessary from Geometric Construction for the Artisan)).
Našel je trigonometrične enakosti:
{\displaystyle \sin(a+b)=\sin a\cos b+\cos a\sin b\!\,,}
{\displaystyle \cos 2a=1-2\sin ^{2}a\!\,,}
{\displaystyle \sin 2a=2\sin a\cos a\!\,.}
Prvi je izpeljal in pokazal splošni sinusni izrek za poševnokotni trikotnik v sferni trigonometriji:
{\displaystyle {\sin a \over \sin \alpha }={\sin b \over \sin \beta }={\sin c \over \sin \gamma }\!\,.}
Za njim ga je uporabljal tudi Nasir at-Tusi. V ravninski trigonometriji ga je malo kasneje izpeljal ibn Irak. Abul Vefa je izračunal tabele tangensov in (kotangensov) kotov z razmikom 15', katerih vrednosti so bile pravilne na 8 decimalnih mest. Tangens je imenoval senca. Izračunal pa je tudi tabele sinusov kotov z razmikom 10' in natančnostjo 1/12960000. Pri tem je izdelal novo metodo za računanje tabel sinusov. Verjetno po zgledu al-Hasiba je vpeljal ekvivalenta za sekans in kosekans, izvedel je mnoge geometrijske konstrukcije s šestilom z določeno stalno razprtino. Za svojo teorijo gibanja Lune je uporabil funkciji tangensa in kotangensa. Nadaljeval je tudi grško proučevanje kubičnih in bikvadratnih enačb. Natančno je opisal računanje z ulomki in uporabljal je že pravi sistem z mestno vrednostjo.
Odkril je nepravilnost Luninega gibanja, pozneje imenovano variacija, ki ima vrednost:
{\displaystyle 40'\sin 2\left(1-L\right)\!\,,}
kjer je L srednja longituda Sonca. Ta pojav je pozneje raziskoval tudi de Brahe. Možno je tudi kot navajajo nekateri, da Abul Vefa tega pojava ni odkril.

## Priznanja

### Poimenovanja
Po njem se imenuje krater Abul Vefa na Luni.